# التحالف الوطني الديمقراطي (السودان)
تجدر الإشارة إلى أن التجمع الوطني الديمقراطي هو مجموعة من الأحزاب السياسية السودانية التي شكلت عام 1989 لمعارضة النظام الجديد لعمر حسن البشير بعد أن استولى على السلطة في انقلاب عسكري يوم 30 يونيو عام 1989. وقع التجمع اتفاقا مع الحكومة السودانية في 18 يونيو 2005 بعد اتفاق سلام على الحرب الأهلية السودانية الثانية في 9 يناير 2005. لم يتم حل بعض القضايا بعد من قبل الفصائل المتعارضة بما في ذلك النزاع والقضايا الإنسانية في منطقة دارفور التي مزقتها الحرب. بعد اشتباكات عنيفة أخرى في الشرق تم توقيع اتفاق سلام منفصل مع مؤتمر البجا في أكتوبر 2006.
يشمل مجلس قيادة التجمع الوطني الديمقراطي المنظمات التالية:
1. الحزب الاتحادي الديمقراطي الموحد.
2. حزب الأمة.
3. الحركة الشعبية لتحرير السودان وجيش التحرير الشعبي السوداني.
4. اتحاد الأطراف الأفريقية السودانية.
5. الحزب الشيوعي السوداني.
6. المجلس العام لاتحادات نقابات العمال.
7. القيادة الشرعية للقوات المسلحة السودانية.
8. مؤتمر البجا.
9. قوات التحالف السوداني.
10. التحالف الديمقراطي الاتحادي.
11. أسود الرشايدة الحرة.
12. حزب البعث العربي الاشتراكي.
13. شخصيات وطنية مستقلة.
14. ممثلو المناطق المحررة.
15. الحزب الوطني السوداني.

## وصلات خارجية
- موقع التحالف الوطني الديمقراطي على شبكة الإنترنت